# Kerrang!
Kerrang! è una rivista musicale fondata nel 1981 da Alan Lewis, pubblicata dalla Wasted Talent e sino al 2017 dalla Bauer Verlagsgruppe nel Regno Unito, incentrata prevalentemente su rock, punk ed heavy metal.

## Storia
La rivista è fondata nel 1981 da un'idea dell'editore britannico Alan Lewis. Il titolo è onomatopeico e rimanda al suono prodotto dal power chord di una chitarra elettrica.
Inizialmente prodotto da Geoff Barton, il settimanale nasce da prima come supplemento a Sounds. Durante gli anni ottanta e i primi anni novanta molte delle copertine furono dedicate prevalentemente ad artisti della scena heavy metal (spesso apparivano Mötley Crüe, Slayer, Metallica, Poison, Testament), successivamente però con l'avvento del grunge e di gruppi come i Nirvana, gli editori diversificarono il loro genere.
Il periodo migliore arriva con l'editore Paul Rees a cavallo del cambio di millennio, che vide l'avvento del nu metal e di band come Limp Bizkit, Linkin Park e più tardi Thirty Seconds to Mars. Nel 2000 fu lanciata la stazione radio digitale di Kerrang!, e 4 anni dopo viene lanciata la stazione radio Kerrang! 105.2 nelle West Midlands; nel 2006 è stato reso noto che l'intento della EMAP era di portare la radio anche nel sud del Galles. Dal 2001 è attivo anche il canale televisivo Kerrang! TV.
Nel 2002 vengono superati i rivali del New Musical Express (NME) e diventa il settimanale musicale più venduto nel Regno Unito. Rees passa alla direzione di Q e dal 2003 al 2005 il suo posto viene preso da Ashley Bird. Sfortunatamente per lei la bolla del nu metal scoppiò proprio in quel periodo, causando un veloce declino nelle vendite e il suo licenziamento.
Quando la Bird viene sostituita da Paul Brannigan nell'aprile 2005, Kerrang! opta per una linea musicalmente più varia pescando contemporaneamente dalla sua ricca storia. Nei seguenti mesi sulle pagine della rivista compaiono nuovi gruppi stilisticamente molto diversi (Thirty Seconds to Mars, My Chemical Romance, Lostprophets, HIM, Trivium, Mastodon, Rammstein e Bullet for My Valentine) accanto a "vecchie conoscenze" come Metallica, Slayer, Iron Maiden, Nirvana, System of a Down e Green Day e, più recentemente, giovani gruppi britannici come i post-hardcore Enter Shikari, il gruppo rock strumentale 65dayofstatic e il gruppo metalcore Hung Yesterday.
Secondo gli ultimi dati dell'Audit Bureau of Circulations del 17 agosto 2006, Kerrang! ha nuovamente sorpassato NME diventando il primo settimanale musicale del Regno Unito, sopravanzando il rivale di più di 4 000 copie a settimana.
Nel 2017 la proprietà del settimanale passa dalla storica azienda Bauer Verlagsgruppe alla Wasted Talent, già editrice della rivista britannica Mixmag, lasciando comunque i diritti su Kerrang! 105.2 e Kerrang! TV nel Regno Unito alla Bauer. Dal 2021 la pubblicazione della rivista è passata dalla cadenza settimanale a quella trimestrale.

## IKerrang! Awards
Nel 2001 la rivista lancia una propria cerimonia di premiazione annuale, ottenendo una propria identità nella scena rock alternativa nel corso degli anni.

## Altre edizioni
L'EMAP ha lanciato nel tardo 1990 l'edizione australiana della rivista. Contrariamente all'edizione britannica, quella australiana aveva cadenza mensile, ma nel 2004 la divisione fu chiusa a causa dell'agguerrita concorrenza locale.